# Oxytropis iskanderica
Oxytropis iskanderica är en ärtväxtart som beskrevs av Boris Fedtjenko. Oxytropis iskanderica ingår i släktet klovedlar, och familjen ärtväxter. Inga underarter finns listade i Catalogue of Life.